# Cauroy-lès-Hermonville
Cauroy-lès-Hermonville ist eine französische Gemeinde mit 504 Einwohnern (Stand: 1. Januar 2022) im Département Marne in der Region Grand Est. Sie gehört zum Arrondissement Reims und ist Mitglied im Gemeindeverband Communauté urbaine du Grand Reims. Die Einwohner werden Colridiens und Colridiennes genannt.

## Geografie

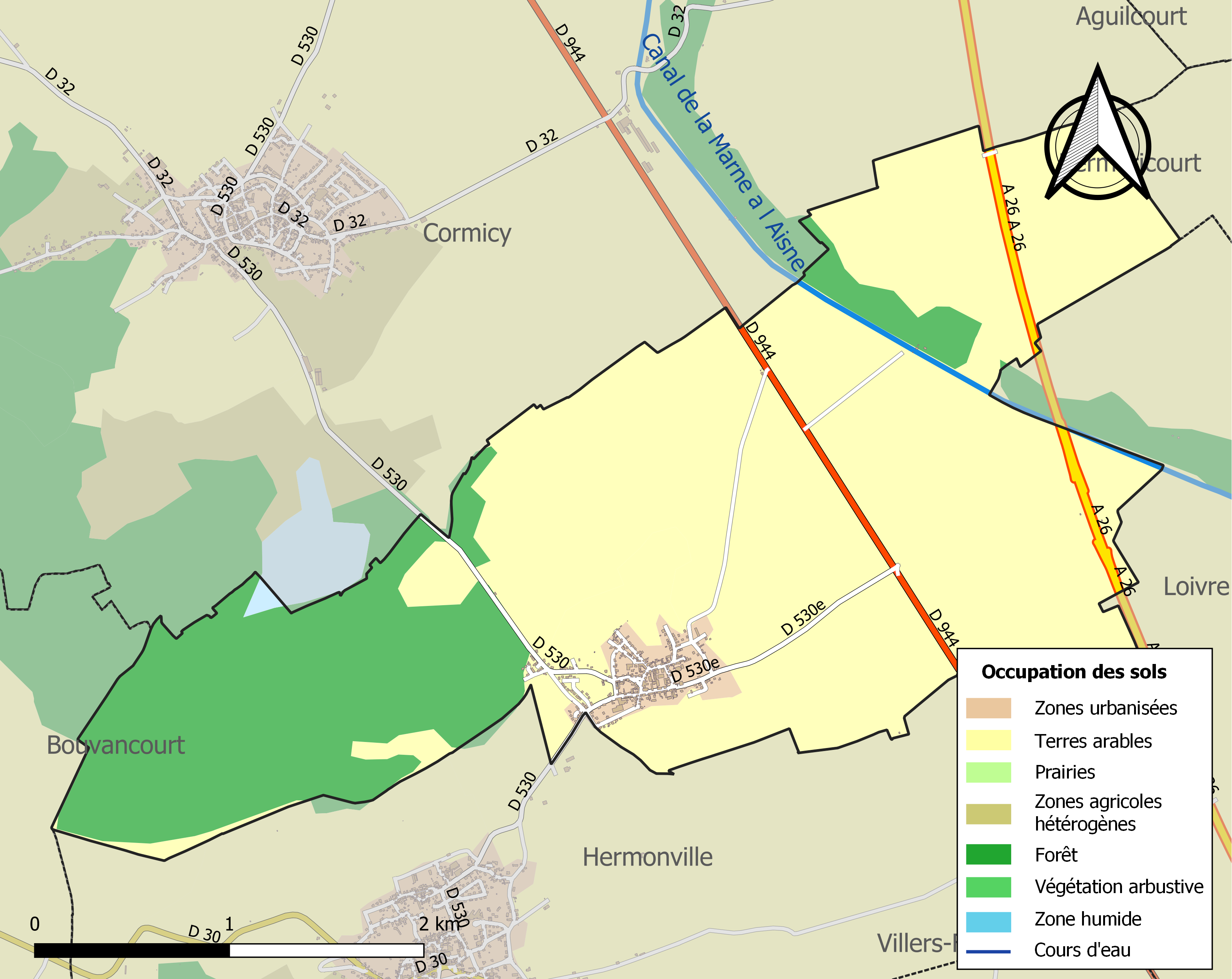
Bodennutzung und Infrastruktur der Gemeinde (2018)

Cauroy-lès-Hermonville liegt etwa 13 Kilometer nordwestlich von Reims im Norden der historischen Provinz Champagne. Der Canal de l’Aisne à la Marne durchquert mit der parallel verlaufenden Loivre das nordöstliche Gemeindegebiet. Der Ruisseau de Rabassa, ein Nebenfluss der Loivre, begrenzt es abschnittsweise im Südosten. Im Südwesten grenzt die Gemeinde an das Sumpfgebiet Grand Marais. Das Zentrum liegt auf einer Höhe von etwa 90 m, das Flussbett der Loivre auf einer Höhe von etwa 65 m. Das Gelände steigt im äußersten Südwesten auf über 218 m an.
Ein Teil des Gebiets von Cauroy-lès-Hermonville gehört zum Natura 2000-Schutzgebiet „Marais et pelouses du tertiaire au nord de Reims“ (FR2100274) und von zwei ZNIEFF-Naturzonen. Etwa 73 % der Fläche der Gemeinde werden landwirtschaftlich genutzt, 24 % sind bewaldet, insbesondere im Südwesten der Gemeinde und entlang der Loivre (Stand: 2018).
Umgeben wird Cauroy-lès-Hermonville von den Nachbargemeinden Cormicy im Norden, Berméricourt im Osten und Nordosten, Loivre im Osten und Südosten, Hermonville im Süden  sowie Bouvancourt im Westen und Südwesten.

## Bevölkerungsentwicklung

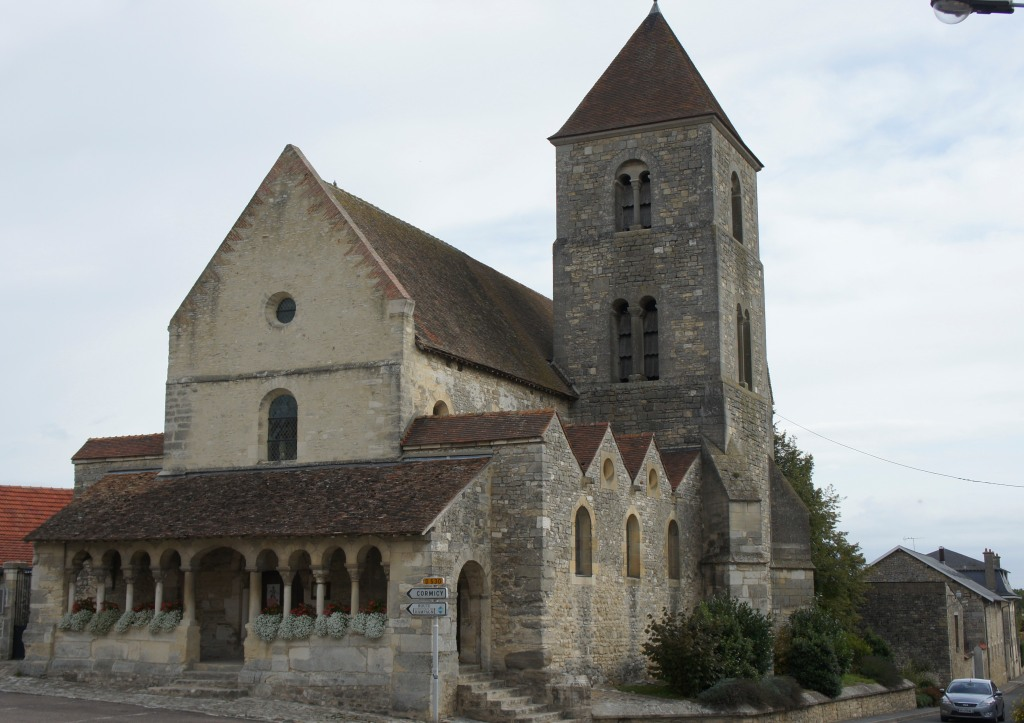
Kirche Notre-Dame-et-Saint-Nicaise

| Jahr                       | 1962 | 1968 | 1975 | 1982 | 1990 | 1999 | 2006 | 2013 | 2020 |
| Einwohner                  | 211  | 240  | 224  | 296  | 327  | 372  | 450  | 502  | 477  |
| Quellen: Cassini und INSEE |      |      |      |      |      |      |      |      |      |

## Sehenswürdigkeiten
- Kirche Notre-Dame-et-Saint-Nicaise aus dem 12./13. Jahrhundert, seit 1862 als Monument historique klassifiziert. Sie birgt zahlreiche Ausstattungsgegenstände, die in der Base Palissy gelistet sind, darunter eine große Anzahl, die als Monument historique der beweglichen Objekte klassifiziert sind.

## Wirtschaft
Nahe des Zentrums der Gemeinde wird Wein des Weinbaugebiets Champagne kultiviert.

## Verkehr
Die Autoroute A 26, genannt „Autoroute des Anglais“, von Calais nach Troyes über Reims durchquert das nordöstliche Gemeindegebiet auf einer Länge von etwa 2,5 Kilometern mit den Rastplätzen Cauroy und Loivre. Die Departementsstraße D 944, die ehemalige Route nationale 44, von Cambrai nach Vitry-le-François durchquert Cauroy-lès-Hermonville von Nordwest nach Südost. Die nachgeordnete Departementsstraße D 530 verbindet das Zentrum der Gemeinde mit Cormicy im Nordwesten und mit Hermonville im Südwesten.
Eine Buslinie der Transportgesellschaft Champagne Mobilités verbindet die Gemeinde mit Cormicy und Reims.